# Вадер Артур Павлович
Артур Павлович Вадер (16 лютого 1920, село Горбово, тепер Ліозненський район Вітебська область, Білорусь — 25 травня 1978, місто Таллінн, Естонія) — радянський діяч, 2-й секретар ЦК КП Естонії, голова Президії Верховної ради Естонської РСР. Член Бюро ЦК КП Естонії в 1963—1978 роках. Кандидат у члени ЦК КПРС у 1966—1971 роках. Член ЦК КПРС у 1971—1978 роках. Депутат Верховної ради Естонської РСР. Депутат Верховної ради СРСР 6—9-го скликань, заступник голови Президії Верховної ради СРСР у 1971—1978 роках. Кандидат історичних наук (1972).

## Життєпис
Народився в селянській родині. У 1937 році закінчив педагогічний технікум.
З 1937 по 1939 рік працював учителем Порецької неповної середньої школи Московської області. У 1939—1940 роках — інструктор Можайського міського комітету ВЛКСМ Московської області. У 1940—1941 роках — директор школи фабрично-заводського учнівства в місті Можайську Московської області, одночасно завідував відділом технічного навчання заводу.
Учасник німецько-радянської війни. У червні 1941 року вступив добровольцем до комуністичного полку народного ополчення, в його складі воював на Західному фронті. Після розформування частини був зарахований в 343-й полк 38-ї дивізії РСЧА: воював рядовим, потім заступником політрука роти. У 1942 році на Воронезькому фронті отримав важке поранення, був демобілізований із армії через інвалідність. 
Член ВКП(б) з 1943 року.
У 1943—1945 роках — директор школи в Омській області; заступник директора Московського механічного технікуму.
У 1945—1948 роках — директор Всесоюзного навчального комбінату Народного комісаріату (Міністерства) текстильної промисловості СРСР.
У 1948 році — інструктор Таллінського міського комітету КП(б) Естонії, інструктор відділу ЦК КП(б) Естонії.
У 1948—1950 роках — 2-й секретар Калінінського районного комітету КП(б) Естонії міста Талліна.
У 1950—1952 роках — 1-й секретар Харьюського повітового (районного) комітету КП(б) Естонії.
У 1952—1959 роках — секретар Таллінського міського комітету КП Естонії.
У 1954 році закінчив заочно Вищу партійну школу при ЦК КПРС.
У 1959—1963 роках — інструктор відділу партійних органів ЦК КПРС по союзних республіках.
21 січня 1963 — 7 січня 1964 року — секретар ЦК КП Естонії.
Одночасно 22 січня 1963 — 10 січня 1964 року — голова Комітету партійно-державного контролю ЦК КП Естонії і Ради міністрів Естонської РСР. 22 січня 1963 — 10 січня 1964 року — заступник голови Ради міністрів Естонської РСР.
8 січня 1964 — 11 лютого 1971 року — 2-й секретар ЦК КП Естонії.
22 грудня 1970 — 25 травня 1978 року — голова Президії Верховної ради Естонської РСР.
Помер 25 травня 1978 року в місті Талліні.

## Нагороди
- орден Леніна (1965)
- орден Жовтневої Революції (1973)
- два ордени Трудового Червоного Прапора (1970,)
- орден Слави III ст.
- медалі